# 布拉什韋爾 (明尼蘇達州)
布拉什韋爾（英語：Brushvale）是位於美國明尼蘇達州威爾金縣的一個非建制地區。

## 歷史
布拉什韋爾的郵局於1902年成立，其後於1954年停運。此地得名自當地地主約瑟夫·布拉什（Joseph Brush）。

## 地理
布拉什韋爾所處的海拔為高於海平面290米（即951英呎），而該地所採用的時區為UTC-6，即北美中部時區（CST）。同時該地設有夏令時間，為UTC-6調快一小時，即UTC-5（CDT）。